# 永平寺警察署
永平寺警察署（えいへいじけいさつしょ）は、福井県警察が管轄していた警察署の一つ。
2013年に福井警察署に統合され、現在は福井警察署永平寺分庁舎（福井警察署松岡交番ならびに機動捜査隊併設）となっている。

## 所在地
- 福井県吉田郡永平寺町松岡吉野堺第14号42番地1

## 管轄区域
旧永平寺警察署
- 吉田郡永平寺町

福井警察署松岡交番（警部交番）
- 吉田郡永平寺町の一部（旧松岡町の一部）

## 沿革
- 1954年（昭和29年）7月：警察法改正により市警察から福井県警察に統合。
- 2006年（平成18年）2月13日：吉田郡3町村の合併により、名称を「松岡警察署」から変更。
- 2013年(平成25年)4月1日：福井警察署が福井市開発5丁目の県有地(現在の福井ハウジングパーク所在地)に移転するのに合わせて、同署と統合され、永平寺分庁舎になる[3]。

## 駐在所
- 永平寺駐在所（永平寺町東古市）
- 京善駐在所（永平寺町京善）
- 上志比駐在所（永平寺町山王）

## 隣接区域を管轄する警察署
福井県警察
- 坂井警察署
- 勝山警察署
- 福井警察署